# Archidiecezja kapsztadzka
Archidiecezja kapsztadzka (łac. Archidiœcesis Civitatis Capitis) – archidiecezja metropolitalna Kościoła rzymskokatolickiego w Republice Południowej Afryki.

## Historia
Została erygowana 30 lipca 1847 jako wikariat apostolski Przylądku Dobrej Nadziei, Dystryktu Zachodniego. 13 czerwca 1939 nazwa wikariatu została zmieniona na wikariat apostolski Kapsztadu. 11 stycznia 1951 została podniesiona do rangi archidiecezji. 

## Podział administracyjny archidiecezji
Źródło:
1. dekanat Central
2. dekanat City Bowl
3. dekanat Constantiaberg
4. dekanat East Coast
5. dekanat Eastern
6. dekanat Northern
7. dekanat Peninsula
8. dekanat West Coast

## Główne świątynie
- Archikatedra: Archikatedra Matki Bożej Uchodzącej do Egiptu w Kapsztadzie[1]

## Biskupi
Na podstawie materiału źródłowego

### Wikariusze apostolscy
- Patrick Raymond Griffith OP (1847–1862)
- Thomas Grimley (1862–1871)
- John Leonard (1892–1908)
- John Rooney (1908–1924)
- Bernard O’Riley (1925–1932)
- Franziskus Hennemann SAC (1933–1949)
- Owen McCann (1950–1951)

### Arcybiskupi Kapsztadu
- kard. Owen McCann (1951–1984)
- Stephen Naidoo CSsR (1984–1989)
- Lawrence Henry (1990–2009)
- kard. Stephen Brislin (2009–2024)